# Welthauptstadt Germania

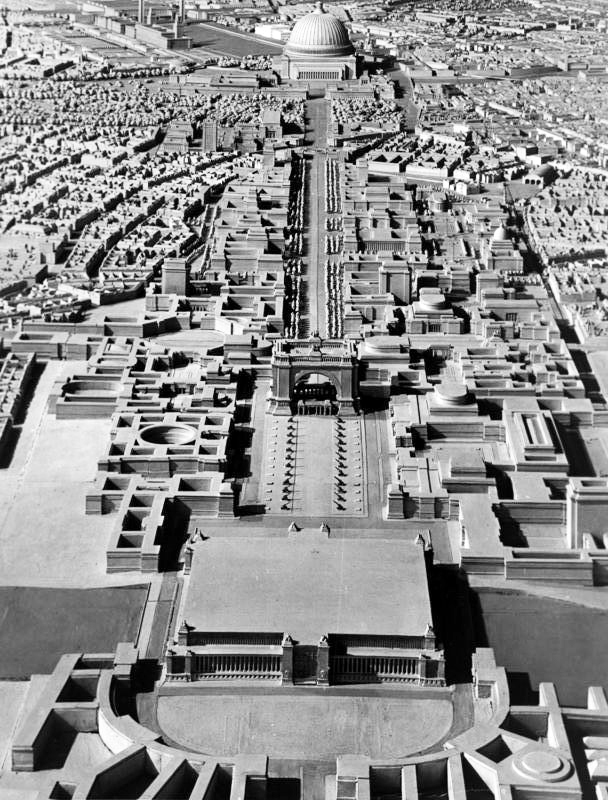
Schaalmodel van Germania (1939). Men ziet hier langs de noord-zuidboulevard eerst het enorme zuidelijke spoorstation en dan de gigantische triomfboog en op de achtergrond de koepel van de 'Volkshalle' bij de kruising met de oost-westboulevard.

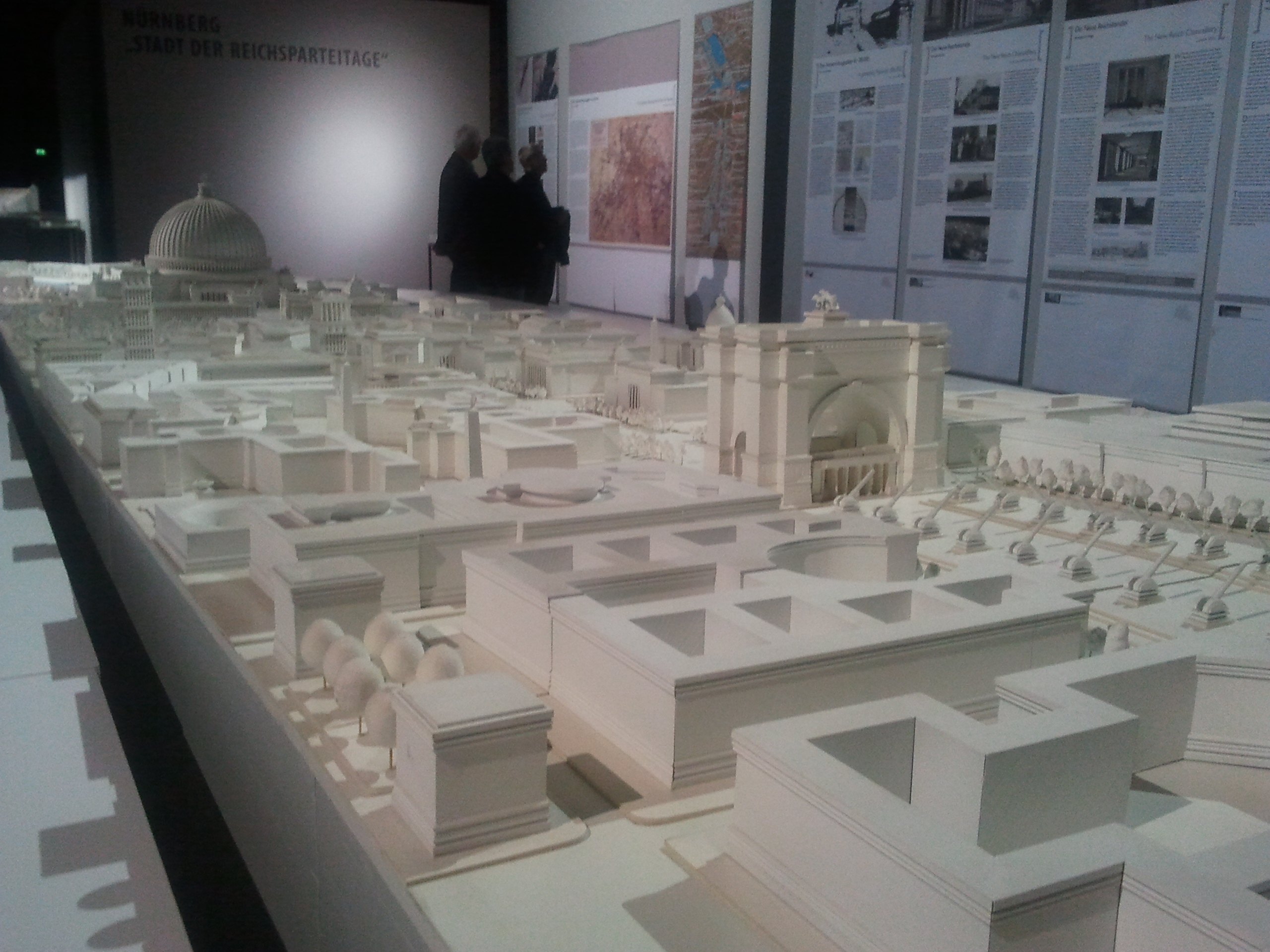
Welthauptstadt Germania

Germania was de nieuwe naam voor Berlijn die Hitler in gedachten had als nazi-Duitsland de oorlog gewonnen had. Daartoe gaf Hitler tussen 1937 en 1943 aan zijn huisarchitect Albert Speer de opdracht de plannen uit te werken.

## Naam
De combinatie "Welthauptstadt Germania", die in de geschiedschrijving is ingeburgerd, is door Hitler zelf nooit gebruikt. Voor zover bekend sprak hij voor het eerst over "Germania" in een tafelrede van 8 juni 1942. Het begrip "Welthauptstadt" gebruikte Hitler drie maanden eerder, in een monoloog die hij in de Wolfsschanze hield.

## Toelichting
Grootschalige sloop van bestaande bebouwing moest ruimte scheppen voor twee enorme boulevards, die van oost naar west, respectievelijk van noord naar zuid door de stad zouden lopen. Deze twee boulevards zouden worden geflankeerd door grote gebouwen ter ere van de nazipartij, de SS en andere gerelateerde organisaties. De twee assen zouden elkaar kruisen op de plaats van het huidige Russische oorlogsmonument aan de Straße des 17. Juni. Verder voorzag het plan in de aanbouw van in concentrische ringen aangelegde brede wegen. 
Het centrum van Germania zou gevormd worden door een enorme overkoepelde hal, met een totale hoogte van 320 meter, de Volkshalle (“hal van het volk”), ook wel Große Halle  (“grote hal”), Ruhmeshalle  (“erehal”) of Soldatenhalle, die de Sint-Pieterskerk te Rome in het niet zou doen verzinken. In Germania zouden alle autowegen en spoorbanen samenkomen.
Het Derde Rijk, dat geheel Europa, Afrika en Azië zou omvatten (behalve in het begin de door Japan veroverde gebieden) zou doorkruist worden door een spoornetwerk van Breitspurbahnen met een spoorbreedte van maximaal 4 meter, waarover grote treinen de verbindingen tussen de bevolkingscentra zouden onderhouden. Wanneer de volgende generatie übermenschen de VS en Japan hadden uitgeschakeld, zou Germania de Welthauptstadt, de wereldhoofdstad worden. 
Hitler had zelf al het grondplan voor de stad getekend en had een aantal gebouwen uitgeschetst.  Albert Speer werkte dit plan verder uit. Voor de Tweede Wereldoorlog werd al begonnen met de Nieuwe Rijkskanselarij die in recordtijd gereed kwam in 1938 (beschadigd bij de slag om Berlijn in 1945 en na de oorlog afgebroken) en werden al een paar stadsdelen gesloopt. Het olympisch stadion van Berlijn en vliegveld Tempelhof zijn voor de oorlog gebouwde onderdelen van Hitlers plannen. Ook de vormgeving van de oost-west-as werd al voor een groot deel voltooid, omdat hiervoor slechts een aantal bestaande straten verbreed hoefden te worden. 
Na het uitbreken van de oorlog werd het werk stilgelegd, en hoewel het gedurende het verdere verloop van de oorlog steeds duidelijker werd dat van Hitlers plannen niets terecht zou komen bleef hij tot op het laatst nieuwe, steeds reusachtiger plannen ontwerpen. Hitler liet zelfs maquettes bouwen. Doordat deze gedeeltelijk bewaard bleven, en ook door Speers toelichting, kan men nog reconstrueren hoe Germania er in Hitlers visie uit zou hebben gezien. 

## Tentoonstelling
In 2008 werd er in Berlijn een tentoonstelling over deze plannen geopend. Zie Mythos Germania.